# Duft-Skabiose
Die Duft-Skabiose (Scabiosa canescens), auch Orchideen-Skabiose und Graue Skabiose genannt, ist eine Pflanzenart aus der Gattung der Skabiosen (Scabiosa).

## Beschreibung

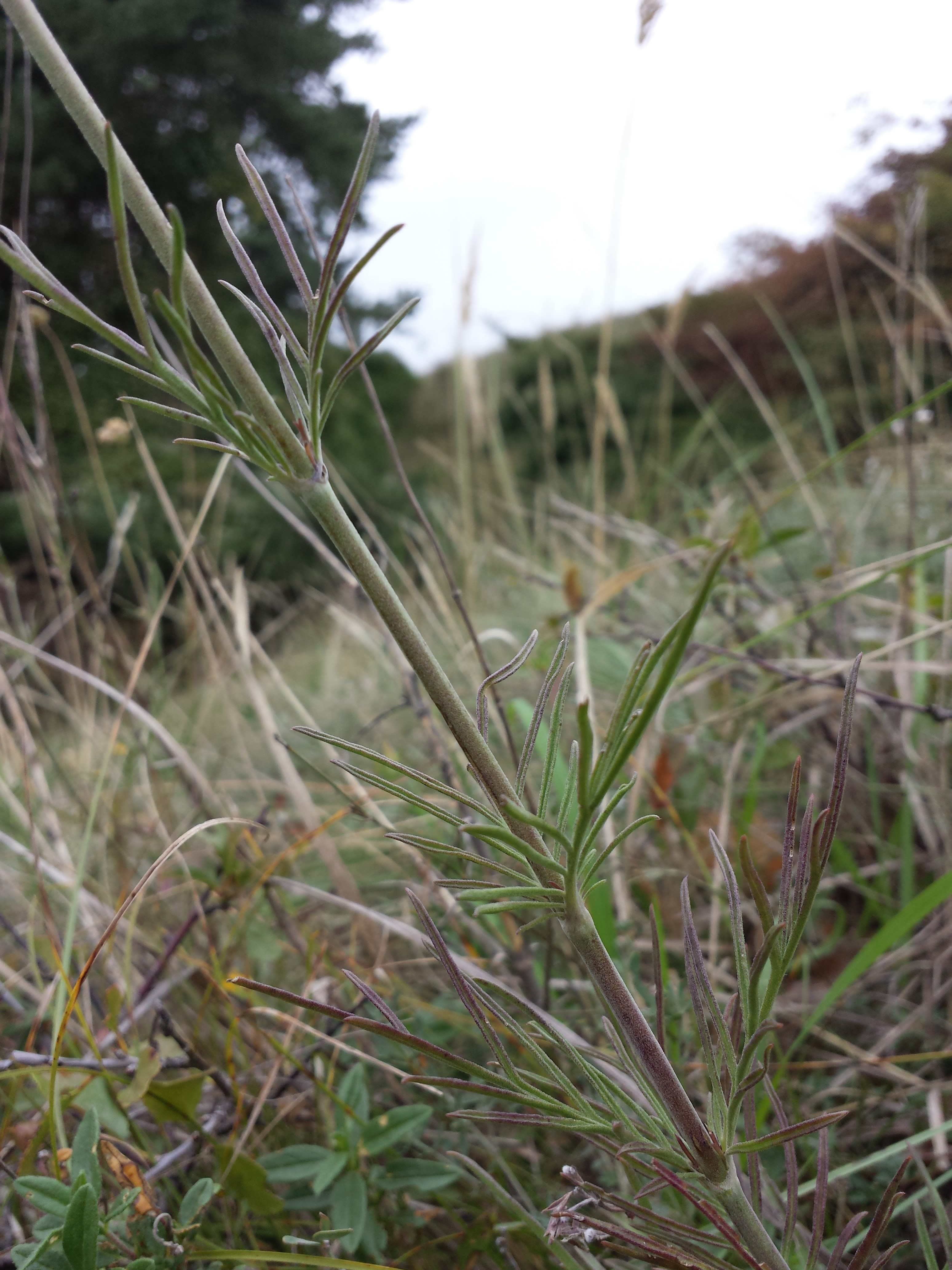
Stängel und Laubblätter

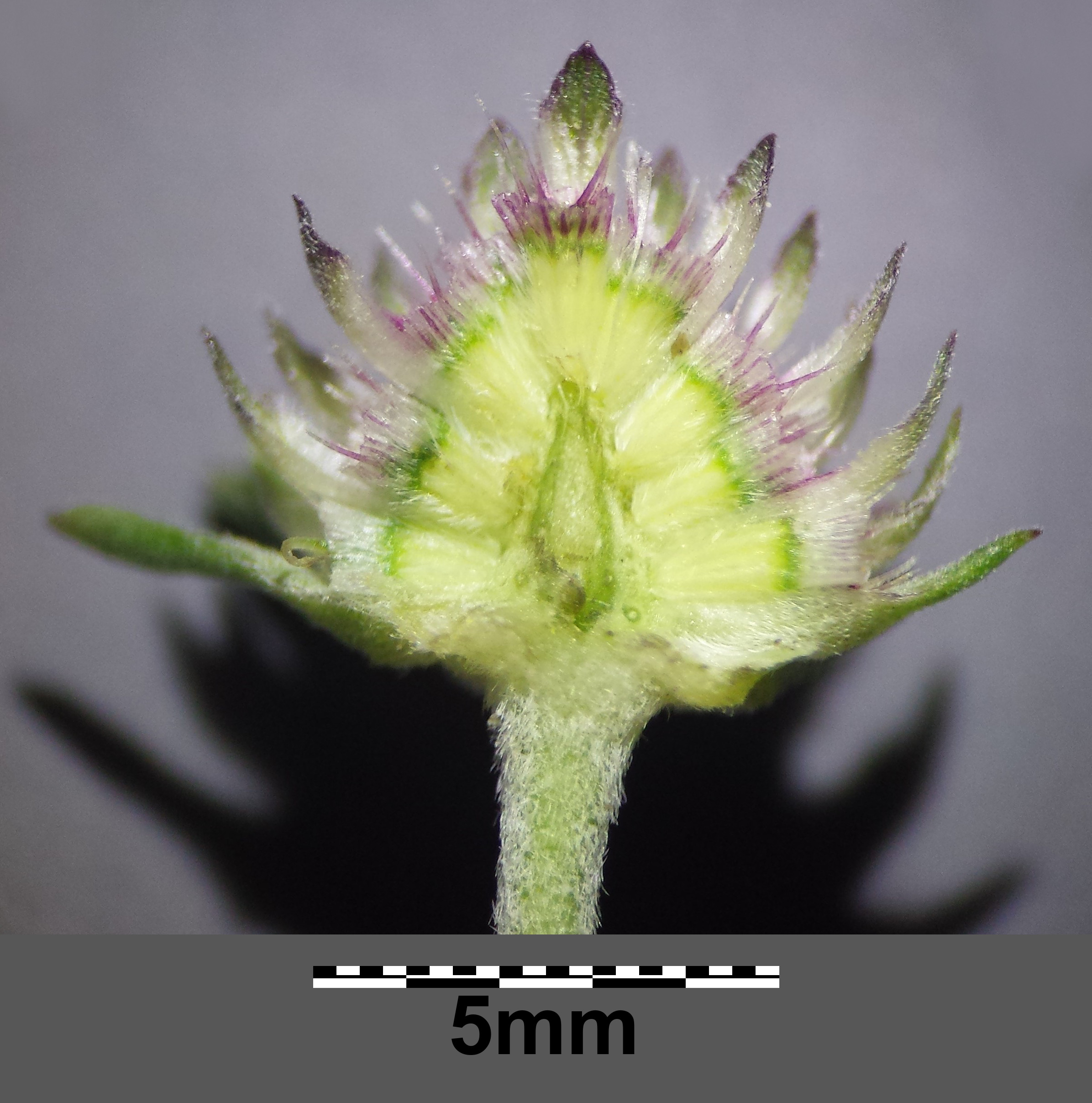
Köpfchen, vordere Früchte entfernt

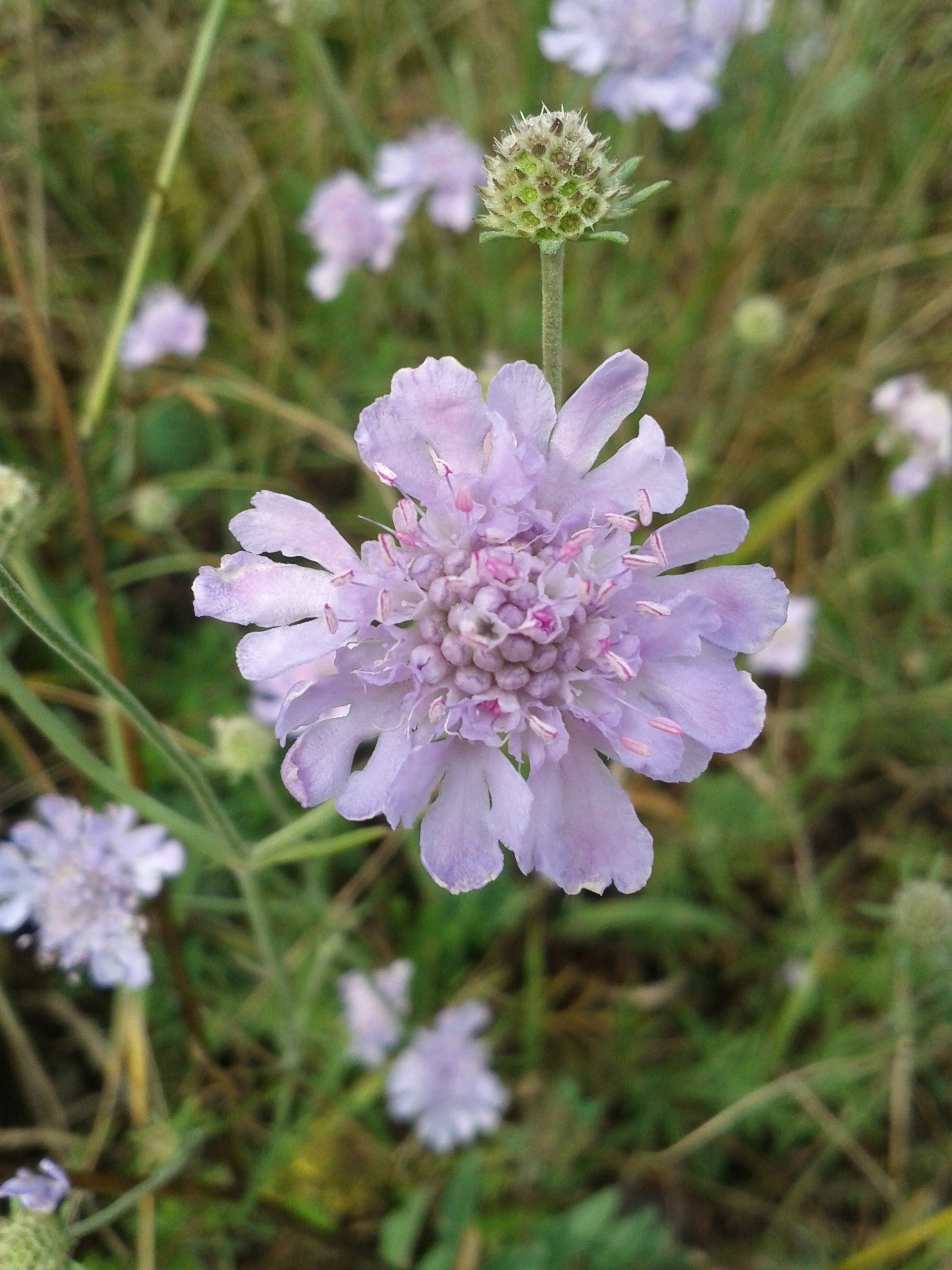
Blütenköpfchen

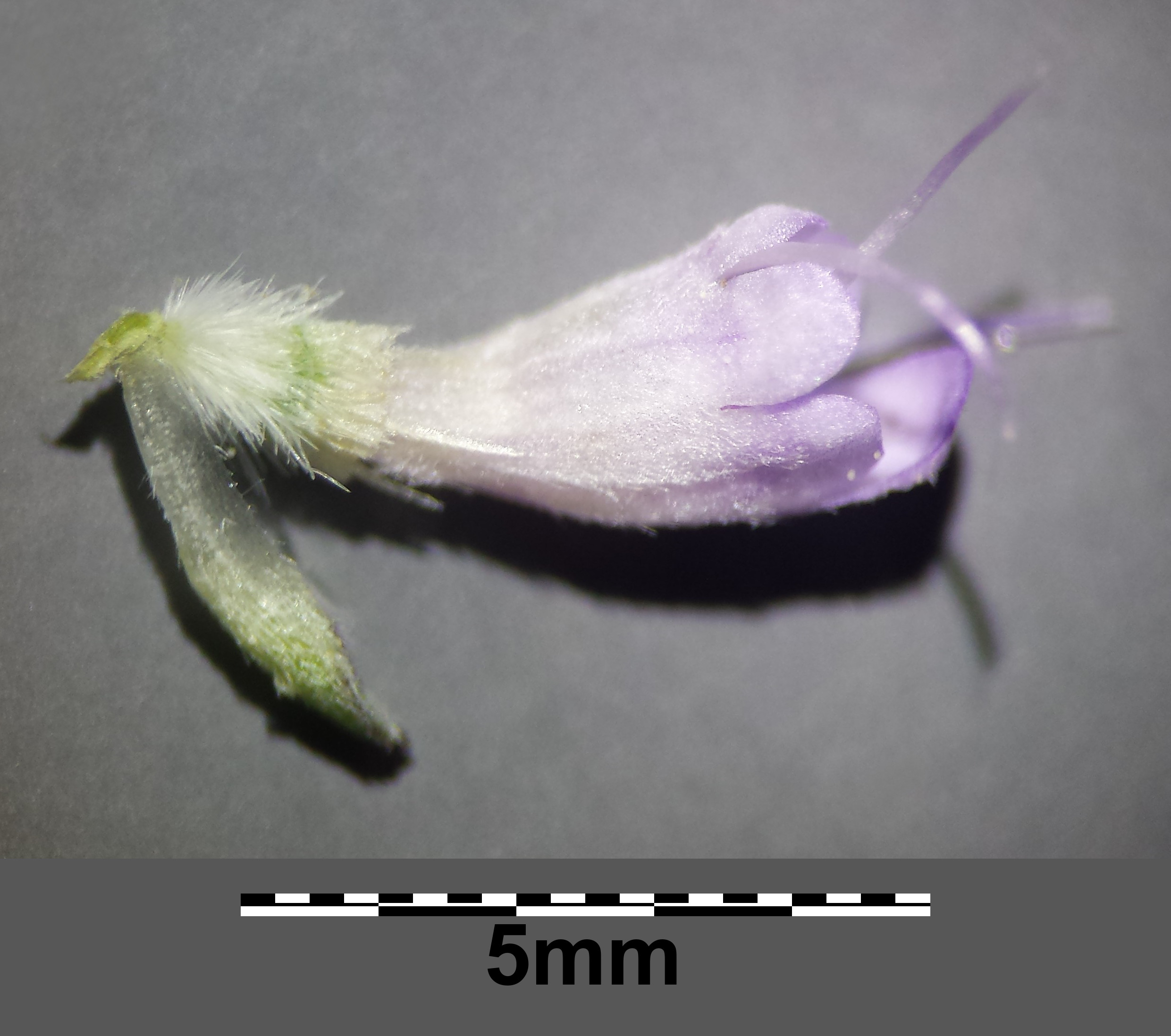
Blüte mit Deckblatt

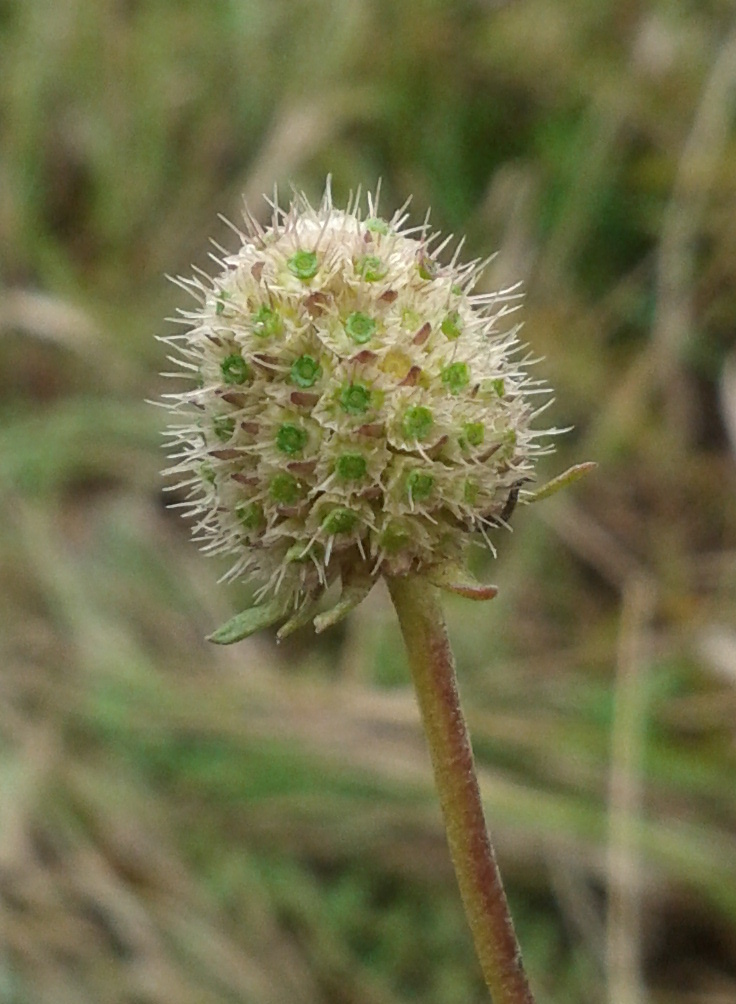
Abgeblühtes Köpfchen

### Vegetative Merkmale
Die Duft-Skabiose ist eine sommergrüne, ausdauernde, krautige Pflanze, die Wuchshöhen zwischen 20 und 50 cm erreicht.
Ihre Grundblätter sind ungeteilt und fast ganzrandig. Die gegenständigen Stängelblätter sind fiederschnittig, wobei die seitlichen Zipfel der mittleren Stängelblätter eine Breite von 1 bis 3 mm aufweisen.

### Generative Merkmale
Die Blütezeit reicht von Juli bis Oktober. Der köpfchenförmige Blütenstand weist einen Durchmesser von 1,5 bis 2,5 Zentimetern auf und ist von Hochblättern umgeben. Der Köpfchenboden weist Spreublätter sowie zahlreiche – am Rand strahlende – Blüten auf.
Die Blüte duftet stark orchideenähnlich. Jede der zwittrigen, zygomorphen Blüten besteht aus Außenkelch, Kelch und Krone. Der Kelch besitzt fünf hellgelbe, 1 bis 3 mm lange, am Grund 0,1 bis 0,2 mm breite Kelchborsten, die ein- bis zweimal so lang wie der Saum des Außenkelchs sind. Dieser besitzt oben einen mehr oder weniger abstehenden, rund 1 mm breiten, ungegliederten Hautsaum. Die Krone ist fünfspaltig, hellblau und weist vier Staubblätter und einen unterständigen Fruchtknoten mit einem Griffel auf.
Die Frucht ist eine Nuss.
Die Chromosomenzahl beträgt 2n = 16.

## Ökologie
Bei der Duft-Skabiose handelt es sich um einen skleromorphen Hemikryptophyten.

## Vorkommen
Fundortangaben gibt es für folgenden Länder: Belgien, Dänemark, Deutschland, Frankreich, Kroatien, Österreich, Polen, Rumänien, Schweden, Schweiz, Tschechien, Slowakei, Ungarn und Türkei.
In Österreich tritt Scabiosa canescens im pannonischen Gebiet zerstreut, sonst sehr selten auf. Die Vorkommen erstrecken sich auf die Bundesländer Wien, Niederösterreich, Burgenland und Oberösterreich. Scabiosa canescens gilt als gefährdet, im nördlichen Alpenvorland als stark gefährdet.
Diese in Deutschland gefährdete Art kam nur in trocken-warmen Gebieten wie Thüringen und dem südlichen Sachsen-Anhalt vor, bis sie in Berlin wieder heimisch gemacht wurde. Seitdem ist sie auch dort wieder vertreten. Sie ist hier als eine nationale Verantwortungsart innerhalb der Nationalen Strategie zur biologischen Vielfalt der Bundesregierung eingestuft.
Die kalkliebende Duft-Skabiose wächst auf Trockenrasen, in lichten Föhrenwäldern und auf steinigen Hängen der collinen bis submontanen (vielleicht auch bis zur untermontanen) Höhenstufe. Sie ist in Mitteleuropa eine Charakterart des Geranio-Anemonetum sylvestris aus dem Verband Geranion sanguinei, kommt aber auch in Pflanzengesellschaften der Ordnung Festucetalia valesiacae oder der Verbände Cytiso-Pinion oder Erico-Pinion vor.

## Taxonomie
Die Erstveröffentlichung von Scabiosa canescens erfolgte 1801 durch Franz Adam von Waldstein und Pál Kitaibel. Ein Synonym für Scabiosa canescens Waldst. & Kit. ist Scabiosa suaveolens DC.